# دمرون ولی (یوتا)
دمرون ولی (به انگلیسی: Dammeron Valley) یک منطقهٔ مسکونی در ایالات متحده آمریکا است که در شهرستان واشینگتن، یوتا واقع شده‌است. دمرون ولی ۸۰۳ نفر جمعیت دارد و ۱٬۴۲۴٫۹۶ متر بالاتر از سطح دریا واقع شده‌است.